# دنی لوی
دنی لوی (انگلیسی: Dani Levy؛ زادهٔ ۱۷ نوامبر ۱۹۵۷) یک هنرپیشه، کارگردان، و فیلم‌نامه‌نویس اهل سوئیس است.